# Edmund Wilson
Edmund Wilson (Red Bank, 8 de Maio de 1895 — Talcottville, 12 de Junho de 1972) foi um escritor, ensaísta, jornalista, historiador e crítico literário estadunidense. Como um dos grandes nomes da crítica literária e social dos Estados Unidos, influenciou o gosto literário de sua época ao apresentar novos escritores como William Faulkner e Ernest Hemingway.

## Primeiros anos
Edmund Wilson nasceu em Red Bank, estado de Nova Jérsei. Seu pai, Edmund Wilson, era advogado e serviu como Procurador geral de Nova Jérsei. De 1912 a 1916, Wilson estudou na Universidade de Princeton, depois de passar pela escola preparatória The Hill, onde assumia o cargo de editor-chefe da revista de literatura da escola, The Record. Ainda adolescente, escreveria:
| “ | Não sou propriamente um poeta, mas sou alguém dessa espécie. | ” |

Começou sua carreira de escritor como repórter do jornal New York Sun. Mais tarde, como enfermeiro, serviu o exército durante a Primeira Guerra Mundial, passando depois a fazer parte do serviço de inteligência.

## Trabalho
Foi editor da revista Vanity Fair entre 1920 e 1921, depois trabalhou como editor associado do The New Republic e como crítico literário para o The New Yorker. Suas obras — peças de teatro, poemas e romances — influenciariam romancistas como Upton Sinclair, John Dos Passos, Sinclair Lewis, Floyd Dell e Theodore Dreiser, embora o seu forte tenha sido a critica literária.
Seu livro Castelo de Axel: Estudo Sobre a Literatura Imaginativa de 1870 a 1930, publicado em 1931, foi uma extensa pesquisa sobre o Simbolismo. A obra abrange autores como Arthur Rimbaud, Auguste Villiers de L'Isle-Adam (autor de Axel), W. B. Yeats, Paul Valéry, T. S. Eliot, Marcel Proust, James Joyce e Gertrude Stein.
Em seu livro mais famoso, Rumo à Estação Finlândia (1940), Wilson estuda o curso do socialismo europeu, a partir de 1824, com a descoberta por Jules Michelet  das ideias de Giambattista Vico, culminando com a chegada de Lênin à Estação Finlândia de São Petersburgo para liderar a Revolução Bolchevique, em 1917.
Wilson tinha interesse na cultura moderna como um todo, e muitos dos seus escritos ultrapassaram o domínio da pura crítica literária. Seus primeiros trabalhos são fortemente influenciados pelas ideias de Freud e Marx, que refletiam esse profundo interesse em suas obras.

## Principais obras
- Castelo de Axel: Estudo Sobre a Literatura Imaginativa de 1870 a 1930 (1931)
- Rumo à Estação Finlândia (1940)
- Memórias do Condado de Hecate (1946)
- Manuscritos do Mar Morto (1955)